# 何嘉霖
何嘉霖（1999年6月18日—），中華民國女性政治人物、執業律師，臺北市人，中國國民黨籍，律師高考及格，國立臺灣大學法律系輔系政治系公共行政組畢業，曾服務於馬英九基金會、理律法律事務所，屬於馬英九系統出身，並在2023年成為中國國民黨提名全國不分區立法委員第33名。

## 生平
何嘉霖是1999年6月18日生於臺北市，國立臺灣大學法律學系財經法學組、輔修政治學系公共行政組畢業，現就讀於臺灣大學法律學系碩士班商法組。她是馬英九開辦的「大九學堂」第一期學員、日知文教協會執行秘書、斐陶斐學會會員。2021年參加臺灣地區律師高考及格。
2023年初，隨同馬英九訪問中國大陸，感受到「兩岸人民間存在出於赤誠的互信與欣賞」。同年錄取理律法律事務所學習律師。年底獲中國國民黨推薦，列入中華民國第11屆全國不分區立法委員名單，排行第33名。2024年1月3日，中國國民黨黨主席朱立倫宣布，何嘉霖列入「KMT Girls」團員，這是一個全部由女性組成的輔選團隊。